# Aktepe, Silopi
Aktepe là một xã thuộc huyện Silopi, tỉnh Şırnak, Thổ Nhĩ Kỳ. Dân số thời điểm năm 2011 là 424 người.